# 혁명적 사회주의
혁명적 사회주의(러시아어: Революционный социализм)는 사회주의 운동 중에서 자본주의에서 사회주의로의 전환기에 혁명이 불가피하다고 주장하는 사회주의 운동과 이데올로기들을 의미한다. 마르크스주의에서 혁명적 사회주의는 노동계급의 대중 운동을 통해 정치 권력을 장악해서 노동계급의 독점적인 이익을 위해 국가를 제어하는 것을 의미한다. 혁명적 사회주의는 드 레온주의, 불가능주의, 룩셈부르크주의를 포함하며 레닌주의 같은 전위대 중심의 사회주의를 포함할 뿐만 아니라, 아나키즘과 생디칼리즘 같은 비공산주의 이데올로기를 포괄할 수 있다.
혁명적 사회주의는 자본주의를 부정하지 않고 개량을 주장하는 사회민주주의 같은 개혁적 사회주의와는 대조된다. 혁명적 사회주의는 경제 개혁을 통해 자본주의의 경제적 문제를 해결해야 한다는 주장에 반대한다.

## 같이 보기
- 레닌주의
- 트로츠키주의
- 룩셈부르크주의